# آلبیون، کوئینزلند
آلبیون (به انگلیسی: Albion) یک حومه شهر در استرالیا است که در کوئینزلند واقع شده‌است.